# Traje Aura Interator
O Aura Interactor é um dispositivo vestível de reposta de força, desenvolvido em 1994 pela Aura Systems para uso com os consoles de videojogos Super NES e Sega Genesis, que monitora um sinal de áudio usando a tecnologia de atuador eletromagnético para converter informações de áudio de baixa frequência que podem representar ações como golpes (soco ou chute). É o primeiro traje háptico disponível comercialmente, lançado em 5 de setembro de 1994.

## Desenvolvimento
Inspirado pelo sistema de som de cinema Sensurround, o desenvolvedor de tecnologia EOR Larry Shultz, então vice-presidente de tecnologias de áudio e vídeo da Aura, fantasiou sobre como seria se uma pessoa pudesse "sentir" o videogame, e não apenas ouvi-lo. Shultz, junto com Cipora Lavut e Jeff Bluen, liderou uma equipe exclusiva na empresa Aura Systems para criar o traje Interactor. 
A Aura assinou um contrato com a Acclaim para promover o jogo eletrônico Mortal Kombat II . Além da campanha publicitária de cinco milhões por parte da Aura, a Acclaim colocou cartões Interactor nas caixas deste jogo e, programou dicas de áudio especiais no código do jogo que acionariam as respostas do Interactor.
Aura também assinou um contrato com a Williams Entertainment para fazer um "marketing estratégico" em relação aos lançamentos desta empresa, Double Dragon V: The Shadow Falls e Troy Aikman NFL Football. as empresas Aura e Williams fizeram o mesmo tipo de parceria promocional que a Aura e Acclaim fizeram.

## Recepção
O traje Interactor fez sucesso, com mais de 400 mil unidades vendidas. Recebeu o Prêmio de Design e Engenharia "Innovation 94" da Electronics Industry Association. A Electronic Gaming Monthly afirmou: "Por $100, o Interactor é um bom valor. Ele fornece realidade virtual de tamanho econômico em um pacote pequeno." A GamePro afirmou: "Se soltar uma nota C não é incômodo para você, o Aura Interactor serve ao seu propósito." Verificou-se que o dispositivo funciona bem com VR iGlasses.